# Гробницы древних героев
«Гробницы древних героев» (нем. Grabmale alter Helden) — картина в стиле романтизма немецкого художника Каспара Давида Фридриха, написана в 1812 году и представляет собой живопись маслом на холсте размером 49,5×70,5 см. В настоящее время хранится в Кунстхалле в Гамбурге.

## Описание
На картине изображен вход в пещеру среди леса. Возникающая неровная каменная поверхность сливается с горным лугом. Справа, ветви лиственницы, остатки дерева, пораженного молнией и ели с корявыми ветвями. В солнечном свете у входа в пещеру виден обелиск из недавно обтесанного известняка. На лицевой стороне обелиска изображён рельеф Танатоса, представляющий собой фигуру крылатого юноши с перевернутым факелом в левой руке; над ним изображены скрещенные мечи, звезда и буквы GAF. На основании обелиска имеется надпись «EDLER JUINGLING, VATERLANDSRETTER». Светлый камень контрастирует с темным входом в пещеру. У входа стоят два человека в золотых шлемах, которых можно идентифицировать, как французских егерей. Их взгляды обращены на переднюю часть большого саркофага. Слева и справа на картине изображены две гробницы из темного камня в строгих античных формах. На среднем поле саркофага слева надпись «FRIEDE DEINER GRUFT RETTER IN NOT», на крышке написано «DES EDEL GEFALLENEN FUIR FREIHEIT UND RECHT. F.A.K.». На переднем плане и справа над кустом бузины обломки других гробниц. Разрушенная могила хранит золотую надпись «ARMINIUS». По краю обрушившегося столба ползет змея красного и синего цвета.

### Интерпретации
Картина интерпретируется как политическое высказывание, включающее в себя религиозную и природную мистику. Также интерпретируется как изображение ландшафтного памятника. Картина выполнена в духе мемориальных полотен Фридриха. Надписи на ней являются данью памяти павшим героям. Французские егеря и змея в цветах триколора считаются заявлением против оккупации Европы войсками Наполеона. Исторический Арминий, которому принадлежит, изображённая на картине, разрушенная гробница, являлся вождём германского племени херусков, жил в I веке и был известен, как победитель древнеримских легионеров. Арминий также является историческим символом становления немецкого национального самосознания. Искусствовед Хельмут Бёрш-Супан говорит о преобразовании религиозных символов, характерных для работ Фридриха (камни, как символ твердости в вере, ели, как символы верующего человека и т.д.) в патриотические. Солдаты и пещера могут быть намеком на могильную пещеру Христа и неминуемое воскресение. Поскольку Фридрих помещает на картине историю в ландшафт, Гельмут Р. Леппиен говорит, что непокорный Арминий здесь поглощён природой. Патриотическое содержание полотну придаёт время её создания, совпавшее с началом освободительных войн против Наполеона в 1813 году, и название, намекающее на героев, павших за свободу.